# نیکول استات
نیکول ماری پاسونو استات (به انگلیسی: Nicole Marie Passonno Stott)، فضانورد اهل کشور ایالات متحده آمریکا است که در ۱۹ نوامبر ۱۹۶۲ میلادی در آلبانی، نیویورک زاده شد. وی در مأموریت اس‌تی‌اس-۱۲۸، اکسپدییشن ۲۰، اکسپدییشن ۲۱، اس‌تی‌اس-۱۲۹، اس‌تی‌اس-۱۳۳ حضور داشته است.
وی کارشناسی ارشد دانشگاه مرکز فلوریدا در رشته مدیریت مهندسی است.

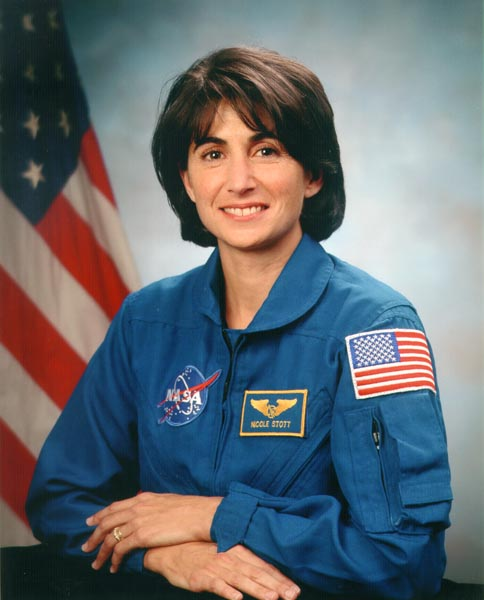

## جستارهای مربوطه
- پاملا ملروی
- آیلین کالینز
- فهرست فضانوردان